# شهرستان خلخال
شهرستان خلخال از قدیمی‌ترین شهرهای آذربایجان در جنوب استان اردبیل واقع شده است و مرکز آن شهر خلخال است. وسعت این شهرستان ۳۹۸۰ کیلومتر مربع است.
این شهرستان از طرف شمال به شهرستان کوثر از طرف شرق به شهرستان تالش در استان گیلان از طرف جنوب به شهرستان طارم در استان زنجان و از طرف مغرب به شهرستان میانه آذربایجان شرقی محدود می‌شود و از طریق فیروزآباد ۱۰۵ کیلومتر با میانه فاصله دارد. شهرستان خلخال در ۴۸ درجه و ۳۲ دقیقه طول جغرافیایی و ۳۷ دقیقه و ۳۷ درجه عرض جغرافیایی از نصف النهار گرینویچ قرار گرفته است.
نام قدیمی و اصلی شهر خلخال، هیرو می‌باشد که بعد از پیروزی انقلاب اسلامی به نام خلخال که سابقاً به منطقه‌ای اطلاق می‌شد در مجلس شورای ملی تصویب به جای هیرو تصویب و به کار برده شد این کاربرد اطلاق اعم به جز است چرا که خلخال به منطقه وسیعی اطلاق می‌شد که شامل مناطق کاغذکنان (آقکند)، شهرستان کوثر فعلی که از شهرستان خلخال جدا وتبدیل به شهرستان شده می‌شود. این مناطق به مرور زمان در تغییر و تحول‌های سیاسی و تقسیمات کشوری هرکدام به نحوی از منطقه خلخال جدا و مثل کیوی تبدیل به شهرستان مستقل و یا مانند کاغذکنان به شهرستان‌ها و استان‌های اطراف الحاق شده‌اند. مرکز خلخال در دوره‌های مختلف متغیر بوده از دوره صفویه تا اواسط دوره قاجار مرکز حکومتی ولایت خلخال کاغذکنان بود که به علت اقامت حاکمان محلی سعدلو، قصبه آقکند بود. در دوره فتحعلی شاه قاجار با ضعف خاندان سعدلو این مرکزیت به هیرو یا هرو آباد منتقل شد خاندان سعدلو از قزل باشان بودند که به واسطه خدمت به شاه عباس در جنگ با عثمانی، تیول ولایت خلخال را از شاه صفوی دریافت کرده و از چخور سعد به ولایت خلخال مهاجرت ودر کاغذکنان ساکن شدند. آخرین مرکز حکومتی خانات خلخال شهر هرو (یا هرو یا هروآباد) بوده که همزمان با تغییر اسم به خلخال بعد از انقلاب، نام هروآباد هم به خلخال تغیر کرد و در حال حاضر هرو با نام جدید خلخال همچنان مرکز این شهرستان است.

## جمعیت
برابر با سرشماری سال ۱۳۹۵ شهرستان خلخال ۸۶۷۳۱ نفر جمعیت داشت. بر اساس این سرشماری نفوس و مسکن در سال ۱۳۹۵ شهرستان خلخال دارای ۸۶۷۳۱ نفر جمعت بوده است. در آبان ماه ۱۳۹۵، جمعیت شهرستان ۸۶۷۳۱ نفر بوده است که از این تعداد ۵۵ درصد در نقاط شهری و ۴۵ درصد در نقاط روستایی سکونت داشته و بقیه غیر ساکن بوده‌اند. در آبان ماه ۱۳۹۵، از ۸۶۷۳۱ نفر جمعیت، ۴۳۷۹۱ نفر مرد و ۴۲۹۴۰ نفر زن بوده‌اند که در نتیجه، نسبت جنسی برابر ۱۰۲ به‌دست می‌آید. به عبارت دیگر، در مقابل هر ۱۰۰ نفر زن، ۱۰۲ نفر مرد وجود داشته است. این نسبت برای اطفال کمتر از یکساله ۱۰۳ و برای بزرگسالان (۶۵ ساله و بیشتر) ۱۰۴ بوده است. از کل جمعیت، ۲۲ درصد در گروه سنی کمتر از ۱۵ ساله، ۶۸ درصد در گروه سنی ۱۵ تا ۶۴ ساله و ۱۰ درصد در گروه سنی ۶۵ ساله و بیش‌تر قرار داشته‌اند. شهرستان خلخال دارای ۲۶۷۷۹ خانوار بوده که از این تعداد خانوار ۱۴۰۴۲ خانوار شهری و ۱۲۷۱۷ خانوار روستایی بوده‌اند.
سهم جمعیت شهرستان خلخال از جمعیت کل استان در سال ۱۳۹۵ برابر ۸/۶ درصد وسهم جمعیت شهری و روستایی این شهرستان از جمعیت شهری و روستایی کل استان به ترتیب برابر ۷/۲ درصد و ۱۱/۴ درصد بوده است.

## تقسیمات کشوری
- بخش مرکزی شهرستان خلخال
  - دهستان خانندبیل شرقی
  - دهستان خانندبیل غربی
  - دهستان سنجبد شرقی

شهرها: خلخال
- بخش خورش رستم
  - دهستان خورش رستم جنوبی
  - دهستان خورش رستم شمالی

شهرها: هشجین
- بخش شاهرود شهرستان خلخال
  - دهستان پلنگا
  - دهستان شال
  - دهستان شاهرود

شهرها: کلور
در انقلاب سفید شاه و با قانون آخارباخار مرزهای خلخال از سمت شرق محدود تر شده تا جای که از نزدیکی‌های دهستان خرجگیل تالش به گردنه الماس و کرمان محدود شده و از سمت غرب بخش‌های تَرک و روستاهای اطراف به شهرستان سراب واگذار شده است.
پس از انقلاب اسلامی ایران بخشی از خلخال به اسم کاغذکنان به دلیل نبود یک پل بر روی رودخانه قزل اوزن از خلخال جدا و به شهرستان میانه واگذار شد درسال ۱۳۷۵ بخش سنجب از خلخال جدا شده و به‌صورت شهرستان جدید و با نام شهرستان کوثر تشکیل شد.
با این تغییرات در طول دو قرن اخیر مرزهای کنونی خلخال شکل گرفت.

## زبان و گویش
بخشی از مردم شهرستان خلخال آذربایجانی هستند و به زبان ترکی آذربایجانی تکلم می‌کنند با این‌حال زبان تاتی در بیشتر بخش شاهرود و قسمتی از بخش خورش رستم و در بخش مرکزی، در دهستان سنجبد شرقی به مرکزیت روستای لنبر نیز به کردی کرمانجی تکلم می‌شود که مسلمان و پیرو مذهب شیعه هستند.
امیل بئر در مورد زبان تاتی مردم شاهرود خلخال می‌گوید:
«ناحیه دومی که در خلخال به واسطه روابط شخصی جلب نظر مرا نمود، شاهرود خلخال در جنوب شرقی آذربایجان بود. این زبان نیز که اهالی آن، آن را تات می‌خوانند از نظر علم زبان، فوقالعاده جالب توجه است. عده ای که این زبان را صحبت می‌کنند به درجات زیادتر از عده‌ای است که زبان هرزندی را صحبت می‌نمایند. این زبان در قراء دیگر، خلخال خارج از حدود شاهرود و در بعضی از قراء ناحیه زنجان نیز صحبت می‌شود. این زبان قوی‌ترین تحمل‌ها را در مقابل نفوذ زبان ترکی نشان داده است و علت آن این است که روابط اهالی، این ناحیه بیشتر با اهالی نواحی کوه البرز (گیلان و طالش) است که زبان آرین را صحبت می‌کنند. لیکن به طوری که دیده می‌شود در این ناحیه نیز یک قریه بعد از دیگری در تحت نفوذ ترکی می‌رود؛ مثلاً اهالی خمیس که در پنجاه سال قبل زبان تاتی صحبت می‌کردند امروز به واسطه رابطه با هیروآباد که اهالی آن ترکی صحبت می‌کنند، عموماً ترکی حرف می‌زنند.»
از روستاهای تات‌زبان بخش شاهرود که اکثریت جمعیت این بخش را تشکیل می‌دهند می‌توان به بزرگ‌ترین روستای شهرستان خلخال یعنی لرد، اسبو، اسکستان، درو، شال، کرین، گیلوان، طهارم دشت، خانقاه گیلوان، کهل، دیز، گندم‌آباد، اندرق و گلوزان اشاره کرد. شهر کلور نیز از شهرهای تات‌زبان و مرکز بخش شاهرود است. در بخش خورش رستم نیز اهالی روستاهای کجل و کرنق تات هستند.
از روستاهای کُرد زبان شهرستان خلخال نیز می‌توان به لنبر، آقبلاغ کرد، اوجغاز سفلی، اوجغاز علیا، پیرانلو، چلمبر، حاجی‌آباد، داودخانی، غفورآباد، کلار، کلستان سفلی، کلستان علیا، مصطفی‌لو، مورستان، میل آغاردان، نواشانق و دلیلر در بخش مرکزی، احمدآباد، چملوگبین و الکش در بخش شاهرود و جعفرآباد در بخش خورش رستم اشاره نمود.

## هنرهای دستی
از میان هنرهای دستی معروف این شهرستان می‌توان به تهیه شال، جاجیم‌های ابریشمی و پشمی، گلیم بافی، پلاس، لباس محلی ویژه بانوان روستای لرد، لباس‌های پشمی و کرکی و بافت مسند اشاره نمود. متأسفانه بعد از متروک شدن نوغان داری (پرورش کرم ابریشم) بافت جاجیم‌های ابریشمی نیز متروک شد و حالا در هر کجا جاجیم‌های خلخال پیدا شود باید آن را جزو اشیای عتیقه محسوب نمود. شال پشمی خلخال که قسمت عمده آن در بخش شاهرود تهیه می‌شود از صادرات مهم خلخال بوده که آن هم فعلاً کاهش یافته است. بافت گلیم و مسند نیز در خلخال رواج دارد. در این منطقه گاه مسندهای بسیار نفیس دیده می‌شود که هنرمندان خلخالی آن را به صورت برجسته می‌بافند.

## موزه خلخال
موزه خلخال  در محل حمام نصر یکی از ساختمان های دوره قاجار واقع در مرکز شهر و نزدیکی بازار اصلی این شهر که ۳۰۰ اشیا تاریخی از دوره پیش از اسلام تا دوره های جدید است.در بین اشیا موزه، نسخه های خطی صحیفه سجادیه و قرآن کریم مربوط به قرن سیزدهم هجری ، گوشواره های طلایی از دوره ساسانی، گردنبند طلایی از دوره هخامنشی، اشیاء سفالی نقش دار متعلق به سه هزار سال پیش، مجسمه گاو کوهان دار با بیش از چهار هزار سال قدمت و مجسمه حیوان دو سر با بیش از سه هزار سال قدمت و انواع سنگ قبرهای دوره اسلامی از دوره ایلخانی تا صفوی در معرض نمایش میباشد.موزه خلخال بعد از موزه شیخ صفی الدین اردبیلی و موزه باستان شناسی مشگین شهر سومین موزه استان اردبیل است.این موزه در سال ۱۳۸۲ در فهرست آثار ملی کشور به ثبت رسیده

### جام نقره ای خلخال
این جام با قدمت سه هزار ساله از جنس نقره مربوط به عصر آهن ۳ در گورستان تاریخی شال در منطقه خلخال به همراه ۱۴۰ قطعه دیگر که حاکی از استفاده آن ها در مراسم آیینی، مذهبی و نظامی شامل جنگ‌افزارهای عصر آهن  کشف گردیده است. این اشیاء در حال حاضر در مخزن اشیای موزه باستان شناسی اردبیل نگهداری شده و در مرحله مرمت و پژوهش است.

## جاذبه‌های طبیعی

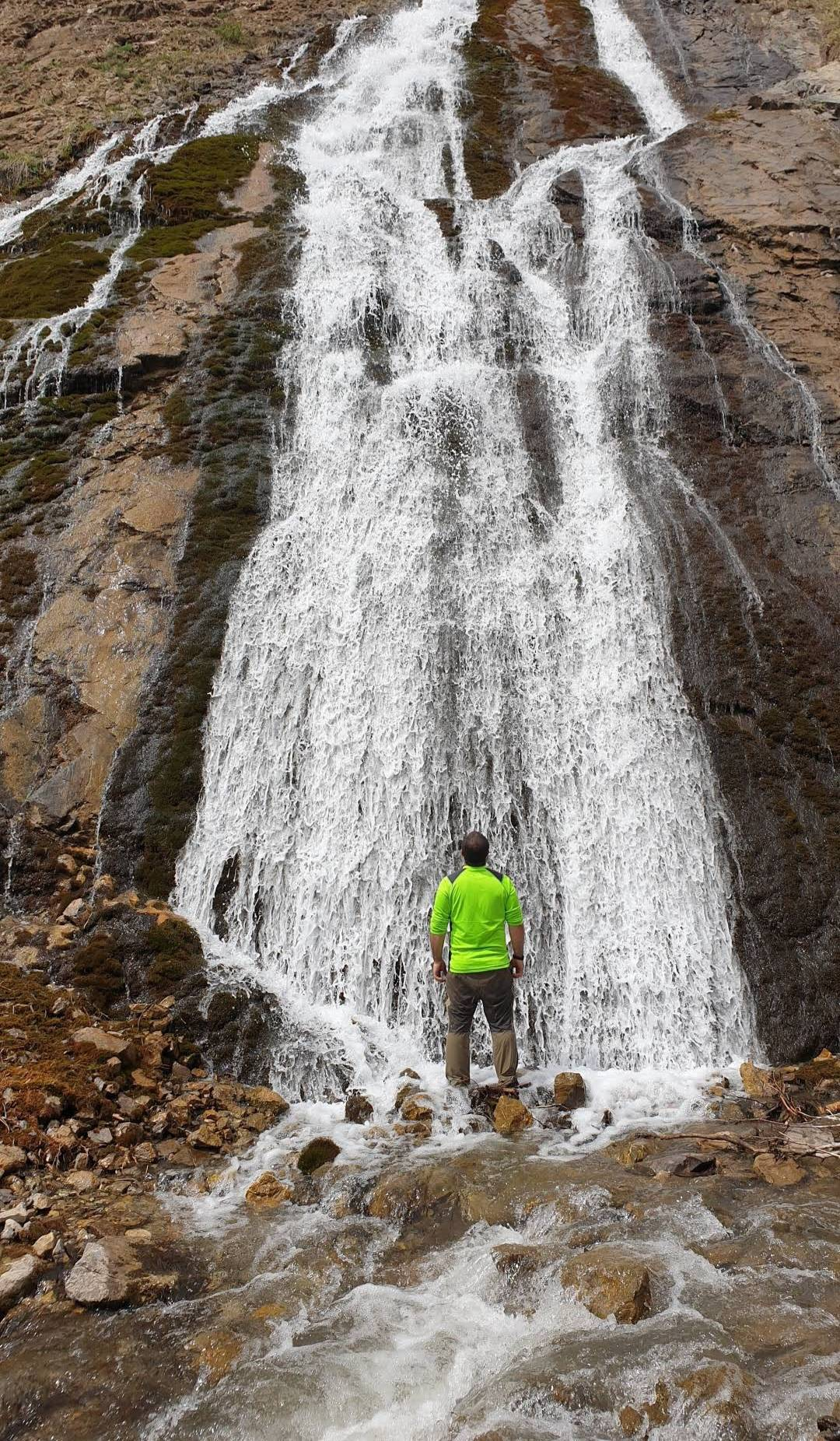
آبشارسیبیه خانی (روستای گردشگری لرد) طولانی‌ترین آبشار ایران

- روستای گردشگری لرد در بخش شاهرود همراه با جاذبه‌های بی نظیر مانند چشمه‌های متعدد و معجزه آسا نظیر چشمه و آبشار سیبیه خانی، غار سنگی کوخول عنبر، باغ‌های متنوع میوه و بقعه امامزاده محمد
- روستاهای آلهاشمین (سفلی و علیا) همراه با جادهٔ چشم‌نواز، چمنزار وسیع و معروف، چشمه‌های بهشتی، باغات دیدنی و امامزادگان آلهاشمین
- چشمه باش بولاقی در روستای وارث آباد، بهترین نوع آب معدنی در خلخال است.
- چشمه قرخ بلاغ (بیوک گوز) در روستای کلی
- رودخانه قزل اوزن نیز از کنار روستای نیمه ائیل جاریست.
- رودخانه گوجلی (گوجلی) چای در روستای کلی
- آب چشمه ای که سنگ کلیه و مثانه را دفع می‌کند در روستای کلی به سمت آلهاشم
- طبیعت زیبا و بکر آلچا بلاغ در روستای کلی
- چشمه آب سرد میرعادل (یا به زبان ساکنین محلی بیلدیر) که در روستای اندبیل واقع شده است.
- گردنه‌های معروف الماس مجره در مسیر خلخال - اسالم
- چشمه آب سرد ازناو که در روستای خوجین واقع شده است.
- آبشار نره گر
- مسیر قدیم خلخال از روستای مجره به گیلان - گیلان
- ایشیغلار در روستای زادیه سادات با مدیریت جدید
- غار باستانی معروف ازناو (ازنو مسجدی) روستای مجره
- امتداد جاده اسالم به روستای مجره و شهر خلخال
- از جمله ییلاق‌های معرف خلخال ییلاقی به نام سردول که در روستای وهرآورد قرار دارد و ییلاق تابستانی طایفه‌های گوناگون از ایل شاهسون از چندین دهات اطراف و حتی از تالش گیلان است.
- طبیعت زیبای روستای کلی
- فنا رود در روستای خوجین
- حاجت بولاغی (ائلر باغی)
- آبگرم روستای گرمخانه
- باغ عسگری در روستای زاویه
- آبشار قاراگوش قیه سی و گور گور در روستای کلی
- طبیعت زیبای روستای آل هاشم گیلوانیک سراسرنما از شهر خلخال.

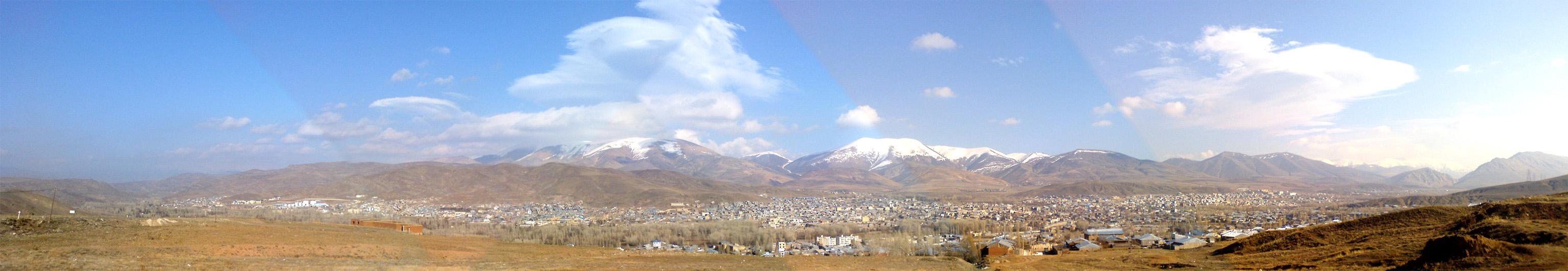
یک سراسرنما از شهر خلخال.

- دریاچه قارا گول در بالای کوهای روستای وارث آباد
- قلعه باستانی یمن در شمال روستای خللر گیلوان

## اقلیم و آب و هوا
شهرستان خلخال یک منطقه کوهستانی است که ارتفاع آن از شرق به غرب و از شمال به جنوب کاهش می‌یابد.
رشته کوه‌های تالش در شرق آن از شمال به جنوب کشیده شده است که مانند سدی میان دریای خزر و استان گیلان و آذربایجان قرار گرفته است به‌طوری‌که برخلاف دامنه‌های شرق در دامنه‌های غربی آن در منطقه خلخال به جهت کاهش باران و خشکی هوا پوشش گیاهی انبوه و چشمگیری دیده نمی‌شود.
در این شهرستان رود مهم قزل‌اوزن و شاخه‌های آن مانند شاهرود آرپاچای و شنگ‌آباد به طرف جنوب جریان داشته و سرانجام به دریای خزر می‌ریزد. این منطقه از لحاظ آب وهوا دارای تابستان‌های معتدل و رمستان‌های سرد است.
به لحاظ موقعیت‌های جغرافیایی و شرایط کوهستانی این منطقه دارای جالب‌ترین منابع آب‌های گرم معدنی است که مهم‌ترین آن‌ها آب گرم معدنی گیوی سویی در دهستان سنجبد در فاصله شهرهای گیوی و خلخال می‌باشد مقدار بارندگی سالانه خلخال حدود ۲۸۰میلی‌متر می‌باشد.

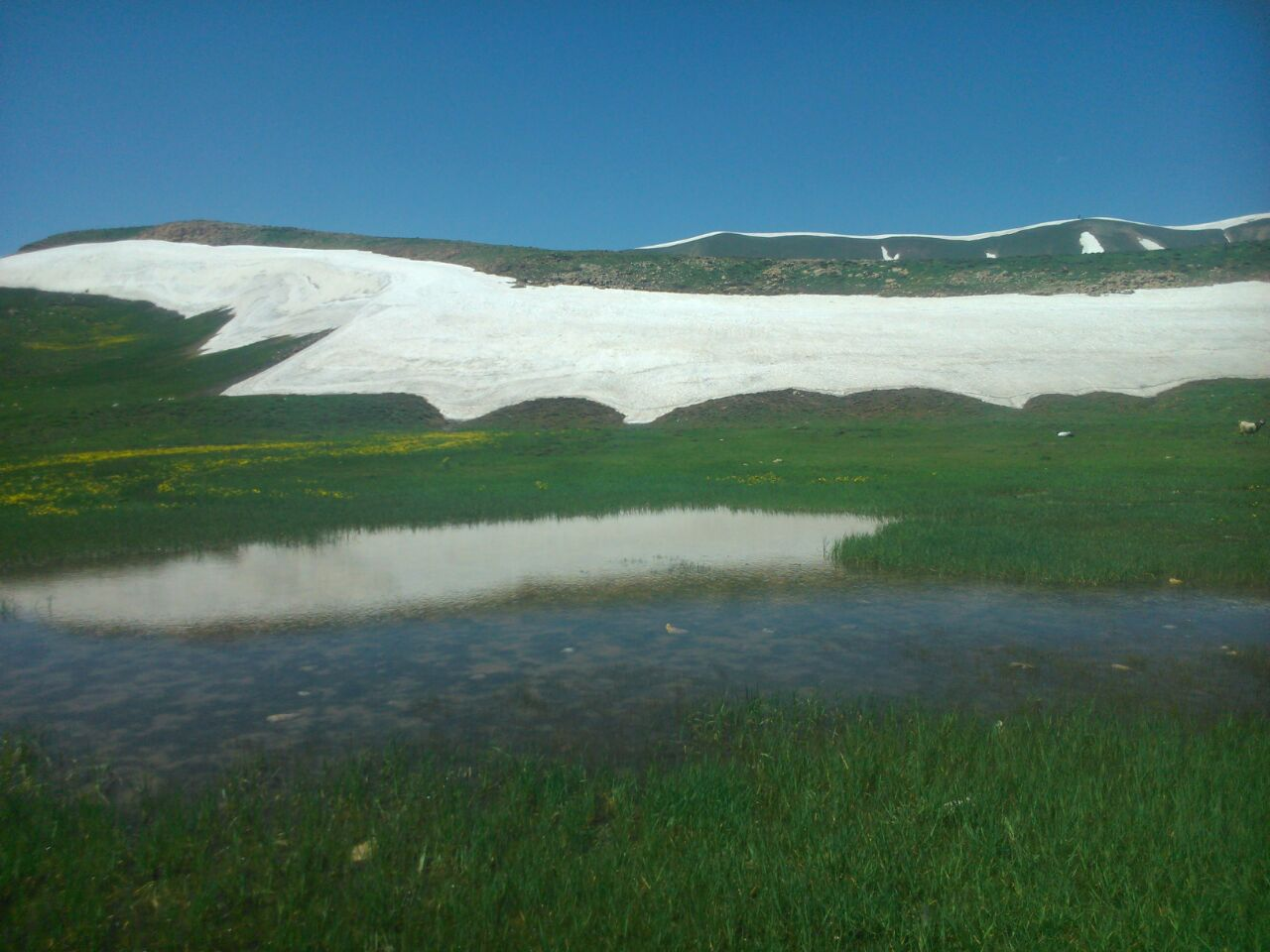
طبیعت بهاری روستای گردشگری لرد در بخش شاهرود

## صنایع و معادن
مهم‌ترین صنایع شهرستان خلخال را صنایع دستی تشکیل می‌دهند. شهرستان خلخال یکی از مراکز مهم صنایع دستی استان اردبیل و نیز کل کشور محسوب می‌شود. انواع جاجیم، گلیم، اشیای منبت کاری شده و صنایع چوبی از عمده‌ترین صنایع دستی این شهرستان است. جاجیم بافی در اکثر روستاهای ایران به ویژه اغلب روستاهای آذربایجان مرسوم است و در هر منطقه دارای ویژگی‌های خاص می‌باشد در شهرستان خلخال جاجیم دارای ویژگی‌های خاص می‌باشد. در گذشته جاجیم مناسب‌ترین چیزی بود که مردم منطقه روی کرسی می‌انداختند که در این میان جاجیم چیچکلمه CHICHAKLAMEH با ترکیبی از رنگ‌های متنوع و نقوش لوزی داخل الوان راه راه آن در ده و شهر از همه مشهور بود با متروک شدن کرسی زغالی بافت و مصرف جاجیم در شهرها و حتی در شهرستان‌های دور و نزدیک نیز به فراموشی می‌رفت ولی روستاییان طبق عادت قدیمی مناسب‌ترین روانداز کرسی زمستانی را رها نساخته‌اند.

## کشاورزی و دامداری
شغل اصلی مردم این منطقه کشاورزی، دامداری و پرورش زنبور عسل است.
به‌طورکلی خلخال از مناطق کشاورزی، باغ داری و دام پروری استان اردبیل است و محصولات عمده اش گندم، جو و حبوبات، برنج، گردو، سیب، گلابی، انگور است. خلخال به لحاظ داشتن مراتع نسبتاً خوب از دامداری پیشرفته‌ای برخوردار است و انواع فرآورده‌های شیری از قبیل: خامه، ماست، کره و پنیر و… هم چنین پشم، پوست و عسل از عمده‌ترین تولیدات دامی این منطقه به‌شمار می‌آیند.

## غذاهای محلی
غذاهای محلی شهر خلخال بسیار خوشمزه هستند و غالبا از مواد اولیه طبیعی ساخته می شوند که از این غذاها می توان به کباب کوبیده و کوکو سبزی، آش دوغ، آش اوماج و آش گیلدیک اشاره کرد. البته باید به نان ها خوشمزه نزیک وچای چورگی هم اشاره کرد